# Дятлов, Иван Алексеевич
Иван Алексеевич Дятлов (род. 18 августа 1959 года, Москва, СССР) — советский и российский микробиолог, специалист в области медицинской микробиологии, член-корреспондент РАМН (2011), академик Российской академии наук (2016).

## Биография
Родился 18 августа 1959 года в Москве.
В 1982 году — окончил лечебный факультет Ставропольского государственного медицинского института.
С 1982 по 2005 год — работал в Российском научно-исследовательском противочумном институте «Микроб» (Саратов), прошёл путь от младшего научного сотрудника до заместителя директора по научной и производственной работе.
С 2005 года по настоящее время — директор Государственного научного центра прикладной микробиологии и биотехнологии Роспотребнадзора (рабочий посёлок Оболенск, Московская область).
В 1986 году — защитил кандидатскую, а в 1992 году — докторскую диссертации, профессор по специальности «микробиология» с 2001 года.
В 2011 году — избран членом-корреспондентом РАМН.
В 2014 году — стал членом-корреспондентом РАН (в рамках присоединения РАМН и РАСХН к РАН).
В 2016 году — избран академиком РАН (Отделение медицинских наук РАН).

## Научная деятельность
Специалист в области медицинской микробиологии, автор 530 научных работ, из них 15 монографий, 5 руководств, 34 патентов, 30 нормативно-методических документа федерального уровня.
В 1984 году окончил курсы специализации врачей по особо опасным инфекциям, имеет сертификаты специалиста по специальностям — «бактериология», «эпидемиология», «аллергология и иммунология». Имеет опыт практической работы в специализированных противоэпидемических бригадах, в частности, участвовал в ликвидации последствий землетрясения в Армении в 1988-89 годах, работая в качестве эпидемиолога и начальника СПЭБ.
Основные научные результаты в области исследования процессов роста и биосинтеза антигенов у возбудителей опасных инфекций, разработкой масштабируемых технологий их получения для диагностики и конструирования вакцин, созданием технологии антирабического иммуноглобулина, разработкой серии отечественных диагностических и индикационных средств на основе: моноклональных антител (иммунохроматографические, латексные, ИФА, биочипы); ПЦР (мультиплексные, иммуно-ПЦР); аптамеров. Разработал основы мета-геномного выявления патогенов в сложных смесях. Создал чумную микрокапсулированную вакцину, прототипы химических эшерихиозной, холерной и туляремийной вакцин. Выявил новые факторы устойчивости бактерий к лекарственным средствам, исследовал применение фагов и их клонированных литических ферментов, как факторов преодоления антибиотикорезистентности. Разработал научно-практические основы экологически приемлемой санации сибиреязвенных скотомогильников.
Под его руководством защищено 7 доктороских и 13 кандидатских диссертации, декан «Центра нанобезопасности» Пущинского государственного естественно-научного института.
Главный редактор журнала «Бактериология», член редакционного совета журнала «Особо опасные инфекции». Руководитель рабочей группы по биобезопасности ФЦП «Национальная система химической и биологической безопасности РФ» в 2009—2020 годах. Член правления обществ ННОИ и ВНОМЭИП, член совета по лекарственным средствам при ФАНО РФ, Межведомственной группы по МИБП при Минпромторге РФ, эксперт РНФ и РАН.